# Hárold Cummings
Hárold Oshkaly Cummings Segura (* 1. März 1992 in Colón) ist ein panamaischer Fußballspieler.

## Karriere

### Klub
Er begann seine Karriere 2009 in seiner Heimat beim CD Árabe Unido. Zum Jahresanfang 2011 wechselte er auf Leihbasis nach Uruguay zu River Plate Montevideo. Nach dem Ende der Leihe kehrte er im Sommer 2012 nach Panama zurück und spielte dort bis Ende des Jahres 2013, wonach er für ein Jahr zum Club Juan Aurich nach Peru verliehen wurde. Anschließend zum Independiente Santa Fe nach Kolumbien verliehen, gewann er hier die Copa Sudamericana 2015, kam jedoch nur in den Vorrunden und dem Achtelfinale zum Einsatz. Árabe verlieh ihn nochmals für das Jahr 2016 nach Costa Rica zu LD Alajuelense.
2017 wechselte er fest zu den San José Earthquakes in die US-amerikanische MLS. Dort war er drei Jahre unter Vertrag, kam aber erst im März 2018 erstmals zum Einsatz. Anfang 2020 ging er zu Unión Española nach Chile. Seit Februar 2021 dem spielt er in Bolivien beim Club Always Ready.

### Nationalmannschaft
Noch vor einem ersten Einsatz bei der U20-Mannschaft, kam er am 8. September 2010 erstmals in einem Länderspiel der A-Mannschaft zum Einsatz. Bei dem 3:0-Freundschaftsspielsieg zuhause gegen Trinidad und Tobago spielte er die vollen 90 Minuten. Danach stand er auch im Kader bei der Copa Centroamericana 2011, dem Gold Cup 2011 sowie der Copa Centroamericana 2013, hatte jedoch wenig Spielzeit. Beim Gold Cup 2013, der Copa Centroamericana 2014, dem Gold Cup 2015, der Copa América Centenario 2016 und der Copa Centroamericana 2017 war er Stammspieler.
Nachdem er bis März 2018 nicht berücksichtigt worden war, nahm er mit einem Einsatz an der Weltmeisterschaft 2018 teil. Beim Gold Cup 2019 war er in jeder Partie im Einsatz. Seit Ende März 2021 trägt er die Kapitänsbinde.